# 拉納爾韋湖

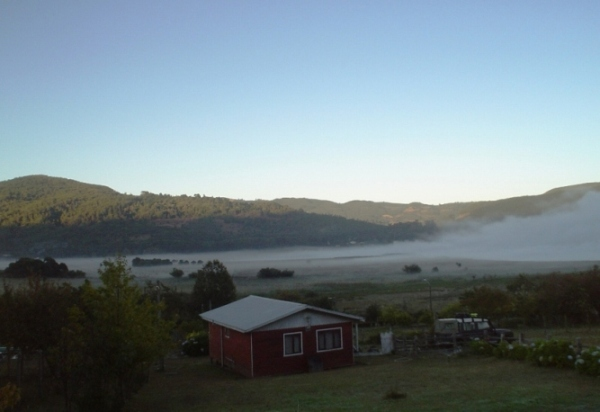

37°55′S 73°18′W / 37.917°S 73.300°W
拉納爾韋湖（西班牙語：Lago Lanalhue），是智利的湖泊，位於該國中部比奧比奧大區的阿勞科省，處於納韋爾武塔山脈地區，面積31平方公里，海拔高度8米。